# Фієра-ді-Прим'єро
Фієра-ді-Прим'єро (італ. Fiera di Primiero) — колишній муніципалітет в Італії, у регіоні Трентіно-Альто-Адідже,  провінція Тренто. З 1 січня 2016 року Фієра-ді-Прим'єро є частиною новоствореного муніципалітету Примієро-Сан-Мартіно-ді-Кастроцца.
Фієра-ді-Прим'єро розташована на відстані близько 480 км на північ від Рима, 60 км на схід від Тренто.
Населення — 462 особи (2014).
Щорічний фестиваль відбувається 15 серпня. Покровитель — S. Maria Assunta.

## Демографія
Населення за роками:

Станом на 31 грудня 2014 року в муніципалітеті офіційно проживали 22 іноземці з 10 країн, серед них 2 громадяни країн Євросоюзу та 2 громадяни України.

## Сусідні муніципалітети
- Тонадіко
- Трансаккуа